# Platybelone argalus lovii
Platybelone argalus lovii is een ondersoort van de straalvinnige vissen uit de familie van de gepen (Belonidae). De wetenschappelijke naam van de soort is voor het eerst geldig gepubliceerd in 1866 door Günther.